# The Hans India
The Hans India is een Engelstalig dagblad, uitgegeven in de Indiase deelstaten Andhra Pradesh en Telangana. De krant werd in juli 2011 opgericht door Hyderabad Media House, die eerder een Telugu-televisiestation begon, HMTV. Het logo van de krant is een zwaan, evenals het logo van HMTV. In de Hindoemythologie wordt een hans (of hamsa) beschouwd als een heilige zwaan. In Andhra Pradesh verschijnen nu vijf Engelstalige kranten.